# Plectiscidea decepta
Plectiscidea decepta là một loài tò vò trong họ Ichneumonidae.